# Miconia multiglandulosa
Miconia multiglandulosa är en tvåhjärtbladig växtart som beskrevs av Célestin Alfred Cogniaux. Miconia multiglandulosa ingår i släktet Miconia och familjen Melastomataceae. Inga underarter finns listade i Catalogue of Life.